# National League Division Series
Die National League Division Series (NLDS) ist Teil der Play-offs in der Major League Baseball. Durch sie wird ermittelt, welche zwei Teams der National League (NL) gegeneinander in der National League Championship Series antreten, durch die wiederum der Vertreter der NL in der World Series bestimmt wird. Die Series besteht aus zwei Best-of-Five-Serien, in denen die Sieger der drei Divisionen der NL sowie der Gewinner der Wildcard spielen. Die Wildcard erhält dasjenige Team, das das beste Verhältnis von Siegen und Niederlagen vorweisen kann, aber keine der Divisionen der NL (East, Central, West) gewinnen konnte.

## Geschichte
Die Division Series wurde 1993 als dauerhafter Teil der Play-offs geschaffen, nachdem die MLB jede ihre beiden Ligen (American League und National League) in je drei Divisionen unterteilt hatte. Wegen des Spielerstreiks 1994 fand die erste Austragung jedoch erst 1995 statt. Zuvor hatte der Streik von 1981 eine Play-off-Serie innerhalb der Divisionen erforderlich gemacht. Sieger der Eastern Division waren damals die Montreal Expos, die sich gegen die Philadelphia Phillies in drei Spielen durchsetzen konnte. Die Western Division wurde von den Los Angeles Dodgers gewonnen, die die Houston Astros ebenfalls in drei Spielen besiegen konnten. Derzeit können die Atlanta Braves die meisten Teilnahmen an der Division Series vorweisen. Nur ein Team, die Pittsburgh Pirates, hat bislang den Einzug in die Division Series noch nicht geschafft. Die Washington Nationals haben in der Division Series nur als Montreal Expos gespielt.

## Ermittlung der Spielpaarungen
Seit 1998 spielt das Team, das die Wildcard gewonnen hat, gegen denjenigen Divisionssieger, der die höchste Siegquote außerhalb der eigenen Division erzielt hat. Die beiden übrigen Divisionssieger treten in der zweiten Serie gegeneinander an. Kommen allerdings der Gewinner der Wildcard und der Divisionssieger mit der besten Siegquote aus der gleichen Division, spielt das Wildcard-Team gegen den Divisionssieger mit der zweitbesten Siegquote, während die beiden verbleibenden Teams gegeneinander spielen. Die Sieger der beiden Serien spielen sodann in der National League Championship Series und ermitteln im Best-of-Seven-Modus den Sieger der NL.
Die Teilnehmer der beiden Serien tragen jeweils zwei Spiele im eigenen Stadion aus (sofern ein viertes Spiel erforderlich ist). Kommt es zu einem fünften und entscheidenden Spiel, findet es im Stadion desjenigen Teams statt, das die bessere Siegquote in der regulären Saison erreicht hat. Dieser sog. Home Field Advantage (drei statt nur zwei Spiele im eigenen Stadion) kommt allerdings dem Wildcard-Team nicht zugute.

## Wiederkehrende Begegnungen
| Anzahl | Begegnung                                      | Jahr                         |
| ------ | ---------------------------------------------- | ---------------------------- |
| 5      | Atlanta Braves gegen Houston Astros            | 1997, 1999, 2001, 2004, 2005 |
| 3      | San Diego Padres gegen St. Louis Cardinals     | 1996, 2005, 2006             |
| 3      | St. Louis Cardinals gegen Los Angeles Dodgers  | 2004, 2009, 2014             |
| 3      | Los Angeles Dodgers gegen Atlanta Braves       | 1996, 2013, 2018             |
| 3      | Los Angeles Dodgers gegen San Diego Padres     | 2020, 2022, 2024             |
| 2      | St. Louis Cardinals gegen Arizona Diamondbacks | 2001, 2002                   |
| 2      | Florida Marlins gegen San Francisco Giants     | 1997, 2003                   |
| 2      | Chicago Cubs gegen Atlanta Braves              | 1998, 2003                   |
| 2      | Philadelphia Phillies gegen Colorado Rockies   | 2007, 2009                   |
| 2      | San Francisco Giants gegen Atlanta Braves      | 2002, 2010                   |
| 2      | New York Mets gegen Los Angeles Dodgers        | 2006, 2015                   |
| 2      | St. Louis Cardinals gegen Atlanta Braves       | 2000, 2019                   |
| 2      | Los Angeles Dodgers gegen Washington Nationals | 2016, 2019                   |
| 2      | Los Angeles Dodgers gegen Arizona Diamondbacks | 2017, 2023                   |
| 2      | Atlanta Braves gegen Philadelphia Phillies     | 2022, 2023                   |

## Ergebnisse
| 1981                             | Montreal Expos                       | Philadelphia Phillies                | 3                                    | 2                                    |                                      |                                      |
| 1981                             | Los Angeles Dodgers                  | Houston Astros                       | 3                                    | 2                                    |                                      |                                      |
| 1994                             | Keine NLDS wegen des Spielerstreiks. | Keine NLDS wegen des Spielerstreiks. | Keine NLDS wegen des Spielerstreiks. | Keine NLDS wegen des Spielerstreiks. | Keine NLDS wegen des Spielerstreiks. | Keine NLDS wegen des Spielerstreiks. |
| 1995                             | Atlanta Braves                       | Colorado Rockies(WC)                 | 3                                    | 1                                    |                                      |                                      |
| 1995                             | Cincinnati Reds                      | Los Angeles Dodgers                  | 3                                    | 0                                    |                                      |                                      |
| 1996                             | Atlanta Braves                       | Los Angeles Dodgers(WC)              | 3                                    | 0                                    |                                      |                                      |
| 1996                             | St. Louis Cardinals                  | San Diego Padres                     | 3                                    | 0                                    |                                      |                                      |
| 1997                             | Atlanta Braves                       | Houston Astros                       | 3                                    | 0                                    |                                      |                                      |
| 1997                             | Florida Marlins(WC)                  | San Francisco Giants                 | 3                                    | 0                                    |                                      |                                      |
| 1998                             | Atlanta Braves                       | Chicago Cubs(WC)                     | 3                                    | 0                                    |                                      |                                      |
| 1998                             | San Diego Padres                     | Houston Astros                       | 3                                    | 1                                    |                                      |                                      |
| 1999                             | Atlanta Braves                       | Houston Astros                       | 3                                    | 1                                    |                                      |                                      |
| 1999                             | New York Mets(WC)                    | Arizona Diamondbacks                 | 3                                    | 1                                    |                                      |                                      |
| 2000                             | St. Louis Cardinals                  | Atlanta Braves                       | 3                                    | 0                                    |                                      |                                      |
| 2000                             | New York Mets(WC)                    | San Francisco Giants                 | 3                                    | 1                                    |                                      |                                      |
| 2001                             | Atlanta Braves                       | Houston Astros                       | 3                                    | 0                                    |                                      |                                      |
| 2001                             | Arizona Diamondbacks                 | St. Louis Cardinals(WC)              | 3                                    | 2                                    |                                      |                                      |
| 2002                             | St. Louis Cardinals                  | Arizona Diamondbacks                 | 3                                    | 0                                    |                                      |                                      |
| 2002                             | San Francisco Giants(WC)             | Atlanta Braves                       | 3                                    | 2                                    |                                      |                                      |
| 2003                             | Chicago Cubs                         | Atlanta Braves                       | 3                                    | 2                                    |                                      |                                      |
| 2003                             | Florida Marlins(WC)                  | San Francisco Giants                 | 3                                    | 1                                    |                                      |                                      |
| 2004                             | St. Louis Cardinals                  | Los Angeles Dodgers                  | 3                                    | 1                                    |                                      |                                      |
| 2004                             | Houston Astros(WC)                   | Atlanta Braves                       | 3                                    | 2                                    |                                      |                                      |
| 2005                             | St. Louis Cardinals                  | San Diego Padres                     | 3                                    | 0                                    |                                      |                                      |
| 2005                             | Houston Astros(WC)                   | Atlanta Braves                       | 3                                    | 1                                    |                                      |                                      |
| 2006                             | New York Mets                        | Los Angeles Dodgers(WC)              | 3                                    | 0                                    |                                      |                                      |
| 2006                             | St. Louis Cardinals                  | San Diego Padres                     | 3                                    | 1                                    |                                      |                                      |
| 2007                             | Colorado Rockies(WC)                 | Philadelphia Phillies                | 3                                    | 0                                    |                                      |                                      |
| 2007                             | Arizona Diamondbacks                 | Chicago Cubs                         | 3                                    | 0                                    |                                      |                                      |
| 2008                             | Los Angeles Dodgers                  | Chicago Cubs                         | 3                                    | 0                                    |                                      |                                      |
| 2008                             | Philadelphia Phillies                | Milwaukee Brewers(WC)                | 3                                    | 1                                    |                                      |                                      |
| 2009                             | Los Angeles Dodgers                  | St. Louis Cardinals                  | 3                                    | 0                                    |                                      |                                      |
| 2009                             | Philadelphia Phillies                | Colorado Rockies(WC)                 | 3                                    | 1                                    |                                      |                                      |
| 2010                             | Philadelphia Phillies                | Cincinnati Reds                      | 3                                    | 0                                    |                                      |                                      |
| 2010                             | San Francisco Giants                 | Atlanta Braves(WC)                   | 3                                    | 1                                    |                                      |                                      |
| 2011                             | St. Louis Cardinals(WC)              | Philadelphia Phillies                | 3                                    | 2                                    |                                      |                                      |
| 2011                             | Milwaukee Brewers                    | Arizona Diamondbacks                 | 3                                    | 2                                    |                                      |                                      |
| 2012                             | San Francisco Giants                 | Cincinnati Reds                      | 3                                    | 2                                    |                                      |                                      |
| 2012                             | St. Louis Cardinals(WC)              | Washington Nationals                 | 3                                    | 2                                    |                                      |                                      |
| 2013                             | St. Louis Cardinals                  | Pittsburgh Pirates(WC)               | 3                                    | 2                                    |                                      |                                      |
| 2013                             | Los Angeles Dodgers                  | Atlanta Braves                       | 3                                    | 1                                    |                                      |                                      |
| 2014                             | St. Louis Cardinals                  | Los Angeles Dodgers                  | 3                                    | 1                                    |                                      |                                      |
| 2014                             | San Francisco Giants(WC)             | Washington Nationals                 | 3                                    | 1                                    |                                      |                                      |
| 2015                             | Chicago Cubs(WC)                     | St. Louis Cardinals                  | 3                                    | 1                                    |                                      |                                      |
| 2015                             | New York Mets                        | Los Angeles Dodgers                  | 3                                    | 2                                    |                                      |                                      |
| 2016                             | Chicago Cubs                         | San Francisco Giants(WC)             | 3                                    | 1                                    |                                      |                                      |
| 2016                             | Los Angeles Dodgers                  | Washington Nationals                 | 3                                    | 2                                    |                                      |                                      |
| 2017                             | Chicago Cubs                         | Washington Nationals                 | 3                                    | 2                                    |                                      |                                      |
| 2017                             | Los Angeles Dodgers                  | Arizona Diamondbacks(WC)             | 3                                    | 0                                    |                                      |                                      |
| 2018                             | Milwaukee Brewers                    | Colorado Rockies(WC)                 | 3                                    | 0                                    |                                      |                                      |
| 2018                             | Los Angeles Dodgers                  | Atlanta Braves                       | 3                                    | 1                                    |                                      |                                      |
| 2019                             | Washington Nationals(WC)             | Los Angeles Dodgers                  | 3                                    | 2                                    |                                      |                                      |
| 2019                             | St. Louis Cardinals                  | Atlanta Braves                       | 3                                    | 2                                    |                                      |                                      |
| 2020                             | Atlanta Braves                       | Miami Marlins                        | 3                                    | 0                                    |                                      |                                      |
| 2020                             | Los Angeles Dodgers                  | San Diego Padres                     | 3                                    | 0                                    |                                      |                                      |
| 2021                             | Los Angeles Dodgers(WC)              | San Francisco Giants                 | 3                                    | 2                                    |                                      |                                      |
| 2021                             | Atlanta Braves                       | Milwaukee Brewers                    | 3                                    | 1                                    |                                      |                                      |
| 2022                             | San Diego Padres(WC)                 | Los Angeles Dodgers                  | 3                                    | 1                                    |                                      |                                      |
| 2022                             | Philadelphia Phillies(WC)            | Atlanta Braves                       | 3                                    | 1                                    |                                      |                                      |
| 2023                             | Philadelphia Phillies(WC)            | Atlanta Braves                       | 3                                    | 1                                    |                                      |                                      |
| 2023                             | Arizona Diamondbacks(WC)             | Los Angeles Dodgers                  | 3                                    | 0                                    |                                      |                                      |
| 2024                             | Los Angeles Dodgers                  | San Diego Padres(WC)                 | 3                                    | 2                                    |                                      |                                      |
| 2024                             | New York Mets(WC)                    | Philadelphia Phillies                | 3                                    | 1                                    |                                      |                                      |
| (WC) = Wildcard-Team (seit 1995) |                                      |                                      |                                      |                                      |                                      |                                      |